# Annette Sjursen
Annette Sjursen (født 2. september 1962) er en norsk regissør, dramatiker og journalist.
Sjursen har arbejdet som journalist i aviser og Dagsrevyen, senere som film- og teateranmelder i VG og Dagbladet. Hun har også været informationschef ved Bergen festivalen i et år.
Hun har udgivet bogen Pax.
Hun har skrevet og regissert flere kortfilm, deriblandt Dublin i regn.

## Bogudgivelser
- Pax, Kagge Forlag, ISBN 978-82-489-0940-8

## Filmografi
- 2004: Min misunnelige frisør
- 2010: Pax

## Links
- Annette Sjursen hos Norske Dramatikeres Forbund
- Annette Sjursen på Internet Movie Database (engelsk)
- Annette Sjursen på Filmdatabasen
- Annette Sjursen på Scope
- Annette Sjursen på Svensk Filmdatabas (svensk)
- Annette Sjursen på AlloCiné (fransk)
- Annette Sjursen på AllMovie (engelsk)
- Annette Sjursen på The Movie Database (engelsk)
- Portræt i Dagbladet i forbindelse med Min misunneliige frisør
- Omtale af bogen Pax (Webside ikke længere tilgængelig)